# Vesuv (Schiff, 1875)
Die Vesuv war ein deutsches Dampfschiff, das in der Kolonie Deutsch-Ostafrika eingesetzt wurde.

## Geschichte
Die Vesuv wurde 1875 gebaut und war seit 1876 bei der Reederei Hamburg-Blankenese Passagier- & Bugsier-Gesellschaft im Einsatz. Am 11. April 1884 kam sie zur Bugsiergesellschaft Vulkan in Hamburg und danach zur Reederei Franz Schwalbe, ebenfalls in Hamburg ansässig. Im März 1889 wurde die Vesuv von der Reichsregierung für den Einsatz gegen den sogenannten Araberaufstand in Ostafrika angekauft. Am 22. Juni 1889 erreichte das Schiff Sansibar für seinen Einsatz in der Wissmann-Flotte.
Die Wissmann-Flotte, benannt nach dem Reichskommissar Hermann von Wissmann, der für die Niederschlagung des Aufstandes zuständig war, war für die Landung und Versorgung der deutschen Truppen an der ostafrikanischen Küste zuständig, während die Kaiserliche Marine das Blockadegeschwader stellte, welches zusammen mit britischen und italienischen Kriegsschiffen die ostafrikanische Küste gegen den Schmuggel von Sklaven der Araber aus Afrika und gegen die Einfuhr von Waffen nach Ostafrika für die Truppen der Küstenbevölkerung sicherte. Die Aufgaben der Wissmann-Flotte und des Blockadegeschwaders mischten sich aber im Laufe des Aufstandes.
Im Januar 1891 wurde die Vesuv dem Gouvernement vom Deutsch-Ostafrika übergeben. Sie diente erst als Kohlenhulk und nach Umbau als Wasserboot mit einem Fassungsvermögen von ca. 100 Tonnen Frischwasser für Schiffe der DOAL. Wahrscheinlich 1906 wurde das Schiff ausgemustert. Über seinen weiteren Verbleib ist nichts bekannt.